# Gmina Czastary
Die Gmina Czastary ist eine Landgemeinde im Powiat Wieruszowski der Woiwodschaft Łódź in Polen. Ihr Sitz ist das gleichnamige Dorf (deutsch Czastary, 1943–1945 Wildenbach).

## Gliederung
Zur Landgemeinde Czastary gehören folgende Ortsteile mit einem Schulzenamt:
| Czastary I Czastary II Jaworek Józefów | Kąty Walichnowskie Kniatowy Krajanka (dt. Flurschnitt) Krzyż | Parcice Przywory (dt. Wehrenhall) Radostów |

Weitere Ortschaften der Gemeinde sind Chorobel, Dolina, Nalepa, Radostów Drugi und Stępna.